# Wet market

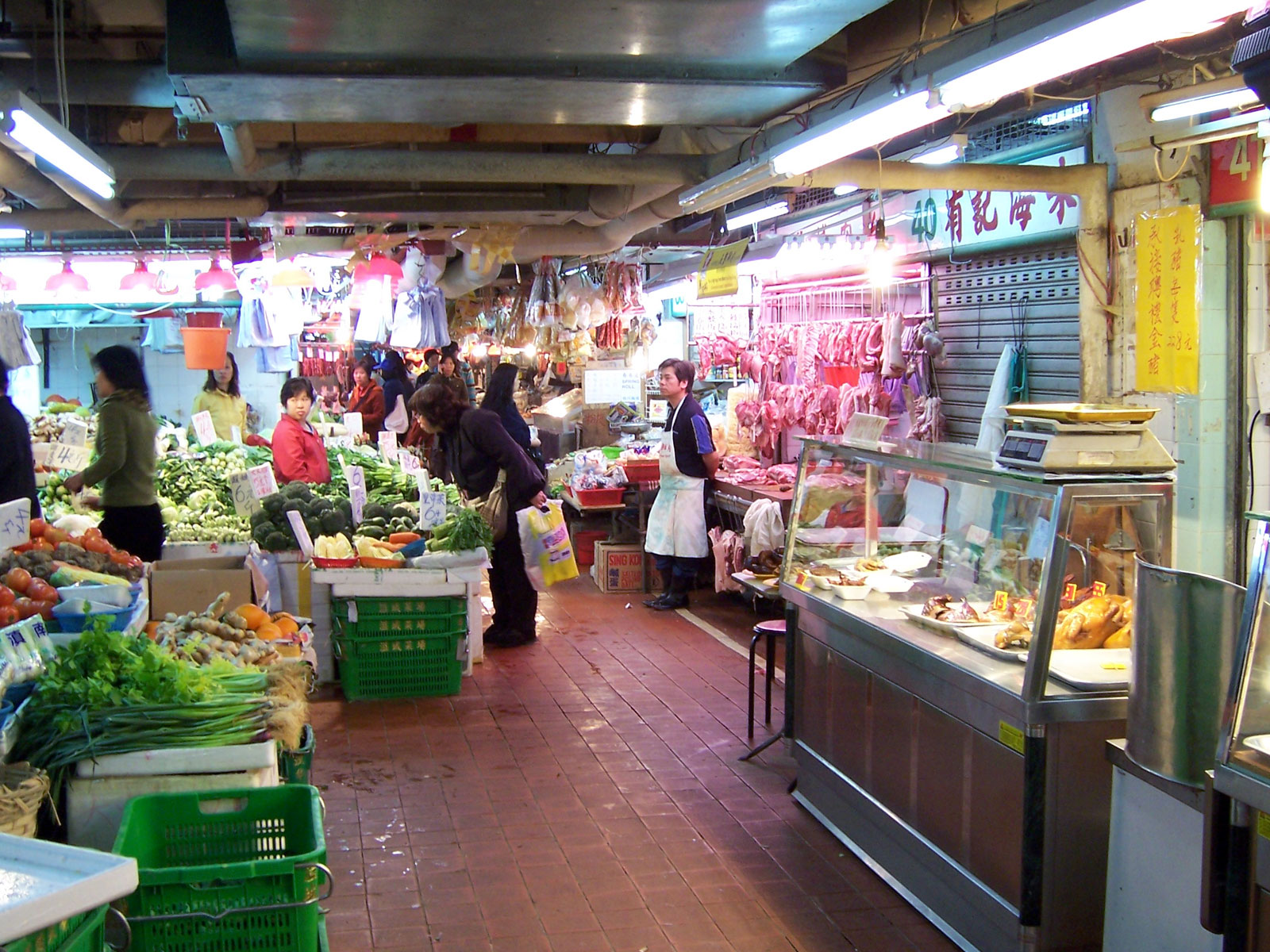
Blick in einen wet market in Sha Tin in Hongkong

Als Wet Market (chinesisch 街市, Pinyin Jiēshì – „Straßenmarkt“) werden insbesondere im Sprachgebrauch des Englischen in Hongkong und Singapur traditionelle Märkte bezeichnet, auf denen Händler frische Lebensmittel anbieten. Der Begriff Nassmarkt wird im Deutschen vor allem mit Märkten in China assoziiert, auf denen lebende oder vor Ort geschlachtete Tiere verkauft werden. Der Begriff wet market kann in Asien jedoch jeglichen traditionellen Markt (im Gegensatz zum Supermarkt) bezeichnen, auf dem frische Ware verkauft wird.
Die Schlachtung direkt auf dem Markt hat aufgrund hygienischer Bedenken eine rückläufige Tendenz. Sie ist zumindest in Singapur, China und Hongkong entweder stark eingeschränkt oder verboten. Fisch, Frösche, Muscheln und ähnliches werden weiterhin häufiger angeboten als größere Tiere und Geflügel. Diese Märkte sind insbesondere in südostasiatischen Ländern anzutreffen, wo die Bevölkerung diese Märkte als Bestandteil ihrer Tradition und Kultur empfindet.
Straßenhändler werden auf Englisch als Hawker bezeichnet und Straßenmärkte werden teilweise Hawker Centre genannt.
Nach dem Ausbruch der COVID-19-Pandemie im Dezember 2019 wurde der südchinesische „Großhandelsmarkt für Fische und Meeresfrüchte Wuhan“ in der chinesischen Stadt Wuhan bekannt, der zunächst als primärer Infektionsort der Seuche vermutet wurde. Die chinesischen Märkte wurden meist weniger streng überwacht als Wet Markets in Hongkong oder Singapur.

## Zum Begriff
Den Begriff wet market, d. h. wörtlich „feuchter, nasser Markt“, so wie er in Hongkong, Singapur und weiteren Ländern Südostasiens gebraucht wird, wird mit dem durchgenässten Böden der Märkte in Verbindung gebracht. Die Nässe stammt von schmelzendem Eis, das zur Kühlung verwendet wird, und vom Abspritzen und Reinigen der Stände und Böden, auf denen Fleisch, Fisch und Meeresfrüchte angeboten werden. Auch Gemüse wird häufig mit Wasser übergossen, um es frisch zu halten.
Der Begriff findet sich in den frühen 1970er Jahren erstmals in Verlautbarungen der Regierung von Singapur, wo er dazu dient, traditionelle Märkte von den neu entstehenden klimatisierten „trockenen“ Supermärkten zu unterscheiden, die sich damals verbreiteten.:3
Märkte, auf denen ausschließlich trockene Lebensmittel wie Reis, Nudeln und Gewürze oder Textilien und Kleidung angeboten werden, werden nicht als Wet market bezeichnet.

## Geschichte

### Hongkong
Die wet markets in Hongkong entwickelten sich aus den früheren saisonalen Märkten („periodic markets“) der Zeit der Ming-Dynastie. Der Begriff wurde offenbar bereits im 16. Jahrhundert im Zusammenhang mit den Yuen Long periodic markets verwendet. Im 19. Jahrhundert gab es im ganzen Stadtgebiet von Hongkong mehrere solche Märkte, die behördlich zugelassen wurden. Ab dem 20. Jahrhundert fanden sich in Hongkong zunehmend über das ganze Jahr geöffnete Märkte, die den typischen Charakter der wet markets hatten. Es handelte sich dabei sowohl um ambulante Straßenhändler wie auch um feste Stände, die zuerst am Straßenrand die Waren anboten. Zur gleichen Zeit begann die Regierung mit der Errichtung von Hallen, in denen die Lebensmittelmärkte, mit allen Charakteristika von wet markets, untergebracht wurden: Tsim Sha Tsui Wet Market im Jahre 1911, Sheung Wan Market im Jahr 1913, Wan Chai Wet Market im Jahr 1934 und dem ehemaligen Central Wet Market im Jahre 1939.
In den 1980er und 1990er Jahren wurden von der Regierung Gebäude und Areale bereitgestellt, um Märkte aufzunehmen. Beispiele dafür sind der Kwun Chung Municipal Market, der Fa Yuen Street Municipal Market und der Tai Po Wet Market.
Der künftige Umgang mit den Straßenmärkten in Hongkong, ihr Erhalt und die Einbeziehung in die Stadtentwicklungspläne ist Gegenstand von Debatten, auch unter dem Gesichtspunkt ihrer Rolle im Straßenbild und ihrer Rolle als Kulturerbe. Der Graham Street Market wurde als besonderes Untersuchungsobjekt ausgewählt.

### Singapur

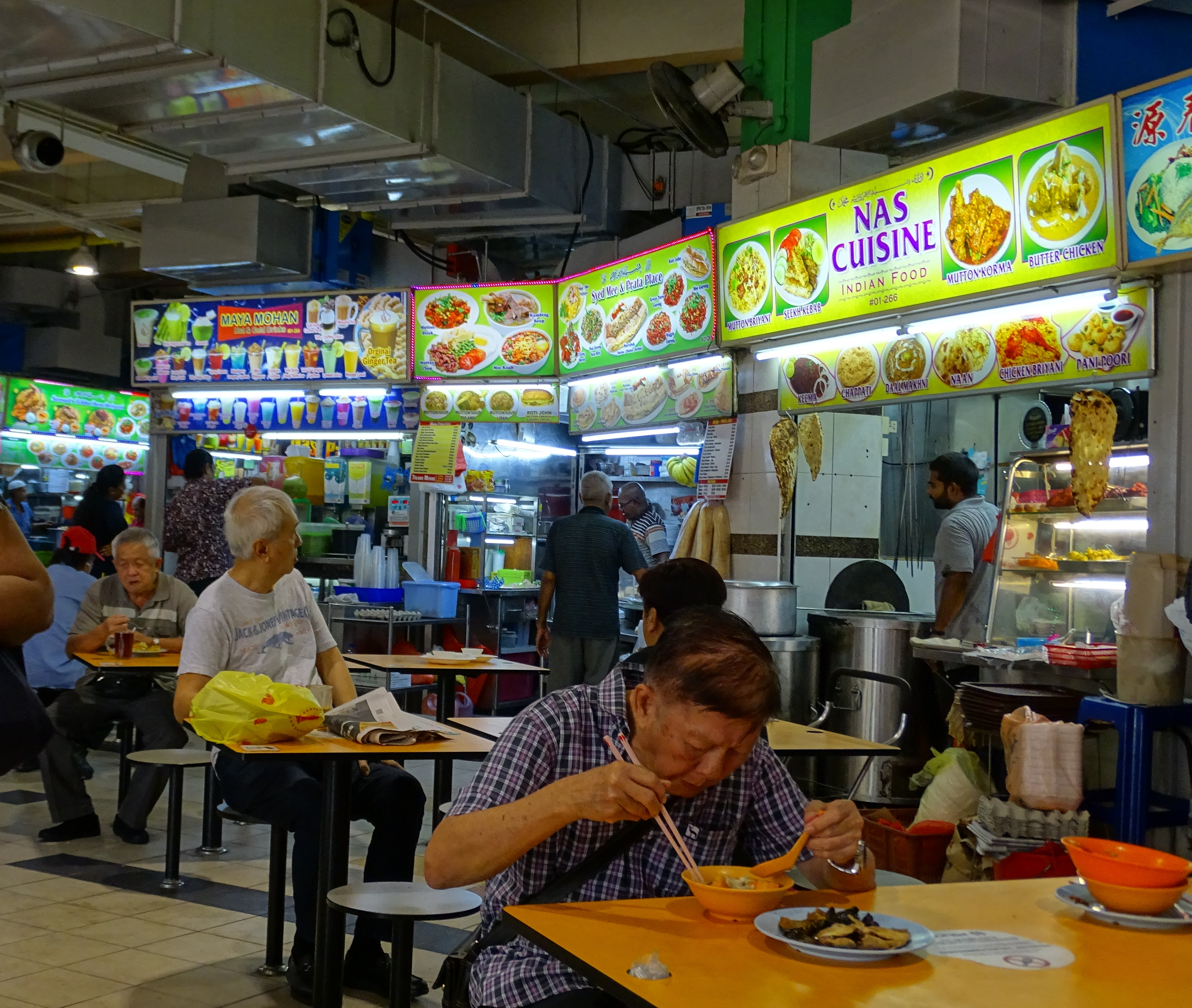
Esshalle im Tekka Centre, Singapur

Den ersten Versuch, die Aktivitäten der Straßenhändler zu regulieren, unternahm in Singapur Sir Stamford Raffles 1822. Er ordnete den Bau eines Marktes in der Market Street an. Dieser Fischmarkt war der Vorgänger des 1894 eröffneten Telok Ayer Market. Danach wurden noch viele andere Märkte, vornehmlich wet markets, eröffnet.:5ff. Über Probleme und Versuche der Regulation durch Lizenzen und andere Maßnahmen wird in Singapur bereits seit den 1920er Jahren während der Kolonialzeit berichtet. Ab 1927 beschlagnahmte die Polizei Waren aufgrund wiederholter Lizenzverstöße. In den 1930er Jahren gab es in der Stadt 6000 Händler mit Lizenz und geschäftzte rund 4000 Händler ohne Lizenz. 1931 wurde ein Ausschuss ernannt, um die Probleme zu untersuchen und anzugehen.:29 1950 rief der damalige Gouverneur von Singapur, Sir Franklin Charles Gimson, eine Untersuchungskommission für Straßenhändler (The Hawkers Inquiry Commission) ins Leben. 1957 wurde eine Abteilung für Märkte und Straßenhändler (Markets and Hawkers Department) eingerichtet, die den Handel beaufsichtigte.
In den 1950er und 1960er Jahren wurden Straßenhändler von den Straßen nach und nach in die wet markets und hawker centres umgesiedelt. 1950 errichtete Singapur das Tiong Bahru Market, einer der frühesten wet markets in der Stadt, es folgten weitere in Little India, in Chinatown und anderen Gebieten. Eine Registrierung wurde inselweit verpflichtend. Im Zusammenhang mit der Erlangung der Unabhängigkeit 1965 verstärkten sich die Maßnahmen.:9
Die Anzahl der ab den 1990er Jahren errichteten hawker centres belief sich in Singapur 2013 auf 107, verteilt über das ganze Stadtgebiet. Im Oktober 2011 kündigte die Regierung an, in den nächsten Jahren zehn neue Zentren für Straßenhändler (teilweise mit wet-market-Abteilungen) zu schaffen.:9

## Arten derwet markets
In den Wet Markets, die sich auf der Straße befinden, wird die Ware lediglich durch Schirme vor Sonne und Witterung geschützt. Fleisch wurde früher nicht in Kühlschränken gelagert, sondern nach der Schlachtung auf Haken hängend präsentiert. Märkte werden zunehmend in Hallen und anderen Gebäude verlagert, in denen die Hygienebedingungen besser zu kontrollieren sind.

### Soziale und kulturelle Komponente
Wet markets als traditionellen Märkten wird eine große soziale und kulturelle Bedeutung zugeschrieben, im Hinblick auf Geselligkeit, Einkaufen als sozialer Aktivität und der Herstellung eines Nachbarschaftsgefühls. Diese Märkte werden als soziale Räume der Anwohner unterschiedlicher Herkunft verstanden, die zum Aufbau von Gemeinschaftsbeziehungen und zur Errichtung kohäsiver Nachbarschaftsgemeinschaften beitragen. :29:12
In den Generationen der 2000er Jahre verlieren bisherige Traditionen teilweise ihren Stellenwert, neue Geschäftsmodelle und Lebensmittelketten etablieren sich, an die Stelle der sozialen Interaktion tritt zunehmend die Kommunikation über Telefon und Internet.

### Hygienische Aspekte

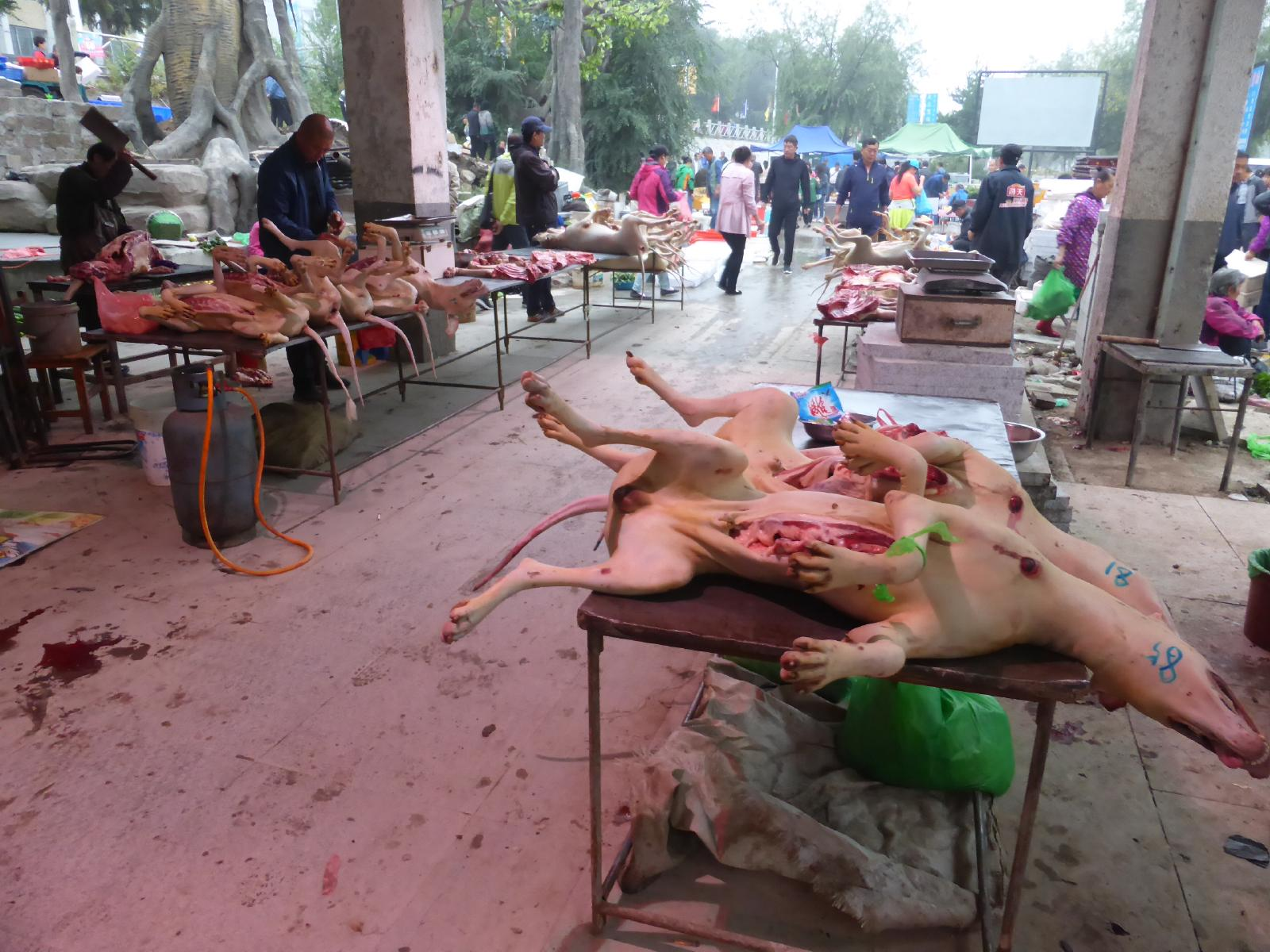
Wetmarket in Yanji, China

In den frühen 1990er Jahren wurde das Schlachten von Hühnern und Geflügel in den wet markets in Singapur eingestellt und in zentrale Schlachthöfe ausgelagert. 1999 führte man das Kühlkettensystem ein, um Fleisch ab der Schlachtung durchgehend gekühlt zu halten.:3
Nach den Ausbrüchen der H5N1-Vogelgrippe 1997, 2001 und 2006 und des SARS-Syndroms um 2003 in Hongkong änderte sich die Situation in den Hongkonger wet markets. Der Verkauf von Hühnern in den wet markets wurde eingeschränkt. Lebende Hühner werden gar nicht mehr verkauft und die Schlachtung geschieht zentral in dazu geeigneten Einrichtungen. 2003 und 2006 wurden festgelegte Reinigungstage eingeführt, insbesondere für die Geflügelhändler. Für importiertes Geflügel wurde eine vorausgehende 14-tägige Quarantäne angeordnet. Der Anteil der Märkte, die sich in Innenräumen befinden, stieg an.
Als primärer Infektionsort der Coronavirus-Epidemie 2019/2020 wurde zunächst der inzwischen geschlossene Großhandelsmarkt für Fische und Meeresfrüchte Wuhan in Huanan in China angenommen.

### Konkurrenz moderner Märkte
Mit dem Aufkommen der Supermärkte und -ketten in den 1980er Jahren erhielten die traditionellen Märkte eine starke Konkurrenz. Supermärkte sind meist klimatisiert, verfügen über Kühleinrichtungen, arbeiten effektiv und bieten lange Öffnungszeiten.:27 Die Wet Markets werden hingegen wegen ihrer kulturellen und sozialen Komponenten geschätzt. Manche Behörden beginnen, traditionelle Märkte stärker zu fördern, teilweise auch wegen ihrer Attraktivität für den Tourismus. Ohne diese Unterstützung wären die Zukunftsperspektiven der wet markets gering.
Mit der Konkurrenz zwischen traditionellen wet markets und modernen Supermärkten beschäftigten sich seit Anfang der 2000er Jahre in Hongkong verschiedene Medien und TV-Sendungen.:13

## Wet markets in Hongkong (Auswahl)
wet markets in Hongkong
- Graham Street Market

Der älteste wet market, der sich noch im Betrieb befindet, eröffnet 1842; nach 2007 fing man an, eine Auflösung zugunsten eines Bebauungsprogramms zu diskutieren, zugleich begann man wegen der historischen Bedeutung des Markts Pläne zu seiner Rettung zu entwickeln.
- Central Market

Der Markt ist einer der ältesten wet markets in Hongkong. Eröffnet 1839, wurde er mehrmals umgebaut und 2003 schließlich geschlossen; er dient als Beispiel für den Niedergang dieser Märkte infolge der Konkurrenz durch Supermarktketten.
- Kowloon City public market

Dieser Markt, der sich in Kowloon befindet, gehört mit seinen gut 580 Ständen zu den größten in Hongkong und ist bekannt für gute Qualität seiner Fisch- und Fleischprodukte.
- Bowrington market

Besteht aus einem Straßenmarkt und einer Halle, gehört ebenfalls zu den großen Märkten in der Stadt.
- Fu Shin Street market

Er ist auch bekannt als Tai Wo Market beziehungsweise Tai Po (New) Market. Der Markt wurde bereits 1892 in der Fu Shin Street in New Territories gegründet und wurde einige Male umbenannt.
- Chun Yeung Street Wet Market

Heute auch als Java Road Market bzw. North Point Market bekannt nach den sich dort kreuzenden Straßen.

## Wet markets in Singapur (Auswahl)
wet markets in Singapur
- Telok Ayer Market

Erbaut 1894 anstelle eines alten Fischmarktes von 1823/25; in den 1970er Jahren kam es zu einigen Umbauten und der Markt verlor zunehmend den Charakter des wet markets. 1991 kam es zu einer weiteren Neueröffnung unter dem Namen Lau Pa Sat Festival Market.
- Tekka Centre

Ein indischer wet market mit einer großen Abteilung mit Speisen und Imbiss; befindet sich im Viertel Little India.
- Chinatown Wet Market

Befindet sich mitten in Singapurs Chinatown und dient primär der chinesischen Bevölkerung.
- Tiong Bahru wet market

Erbaut 1950, bekannt auch als Seng Poh Market, wurde 2004 bis 2006 renoviert.
- Geylang Serai Wet Market

Ein malaysischer wet market
- Geylang Serai Wet Market

Dieser Markt befindet sich im Zentrum der malaysischen Gemeinde und führt spezielle Produkte dieser Küche
- Senoko Fishery Port

Der Markt spezialisiert sich auf frische Fisch- und Meeresfrüchteprodukte, insbesondere auf Muscheln.